# Hreațca, Suceava
Hreațca este un sat în comuna Vulturești, aflat în partea central-estică a județului Suceava, în regiunea istorică Moldova, România.

## Localizare și descriere
Situat la doar câțiva kilometri de Fălticeni, aproape de cotitura drumurilor dintre dealuri, satul Hreațca se așază asemenea unei mărgele vechi pe firul unei salbe moldovenești. Pe lângă sat curge domol apa Șomuzului Mic, apă care, conform unei scrisori din 1906 a arhiereului Narcis Crețulescu, „dă viață și nume locurilor”. Numele „Șomuz” este de origine tătărască și semnifică „pârâu mocirlos”.

## Etimologie
Toponimul „Hreațca” este de origine slavă, fiind derivat, potrivit lingvistului I. Bogdan, din adjectivul ucrainean „Грецька” (pronunțat „hrețka”).

## Istorie
Satul Hreațca este menționat în documente încă din secolul al XV-lea. Într-un document din anul 1403, satul este dat Episcopiei Rădăuților. În secolul al XVII-lea, este amintită existența unei biserici în Hreațca, ctitorită de Lupu Răftivanu, conform documentelor din 1625.
Conform lui Nicolae Stoicescu, în satul Hreațca au existat biserici și curți ale familiei Mălai înainte de anul 1625, astăzi dispărute. Unul dintre membrii acestei familii, Simion Mălai, este atestat documentar la 14 iunie 1596 și la 20 septembrie 1608 ca fiind pârcălab, unul dintre puținii dregători care semnau cu litere latine.
După reorganizarea administrativă din 1968, Hreațca a fost integrată în comuna Vulturești.

## Viață spirituală și filantropie
Unul dintre binefăcătorii locali a fost boierul Dimitrie Maxim (1859–1949), născut în Bucovina, jurist, filantrop și iubitor al culturii. El a donat terenul pentru construcția bisericii „Sfântul Nicolae” din Hreațca și a sprijinit comunitatea în momente dificile. În timpul regimului comunist, a fost deposedat de avere și a suferit pierderi importante, inclusiv distrugerea bibliotecii sale personale.

## Demografie
Conform recensământului din 2021, satul Hreațca avea 397 de locuitori.

## Spiritualitate
În anul 2008, la parohia Hreațca a fost amenajat un drum al Crucii și un „Memorial al Învierii”, în spiritul păstrării valorilor creștine ale comunității.

## Personalități
- Dimitrie Maxim (1859–1949) – jurist, filantrop, ctitor al bisericii Sf. Nicolae.
- Simion Mălai – pârcălab atestat în secolele XVI–XVII, dregător important în zonă.